# ローラン・ヴィデル
ローラン・ヴィデル（Laurens Videl, 生没年未詳）は、16世紀フランスの医師・占星術師。当時有名になっていた同業者のノストラダムスを批判した人物として知られている。

## 生涯
ローラン・ヴィデルは、1558年に『プロヴァンス州サロン・ド・クローのミシェル・ノストラダムスの誤謬・無知・煽動の告発』を出版している。また、1559年と1560年に占星術師クロード・ファブリと共同で暦書を出版したことも、ローヌ県立古文書館に現存する特認記録から明らかになっている。しかし、これ以外の伝記的事実は全く不明である。
同時代の書誌学者ラ・クロワ・デュ・メーヌの書誌でも、ヴィデルはノストラダムスを批判する書を出した人物としか触れられていない。
19世紀のミショーの人名辞典では、ルイ・ヴィデル（Louis Videl）の項目に「ノストラダムスに反対する最初の書を著した」とあり、ローラン・ヴィデルとルイ・ヴィデルが同一人物であることが示されている。ルイ・ヴィデルはブリアンソンの医師の子で、フランス大元帥フランソワ・ド・ボンヌ・ド・レディギエール（fr）の秘書を務めた人物である。この見方を19世紀のウジェーヌ・バレストが不正確に伝え、エドガール・ルロワも踏襲していたが、ルイ・ヴィデルの生年は1598年のため、計算が合わない。アドルフ・ロシャの『ドーフィネ人物伝』（1860年）では既にローラン・ヴィデルとルイ・ヴィデルを混同すべきでないことが示されており、オリヴィエ・ミレも別人であるとしている。

## ノストラダムス批判

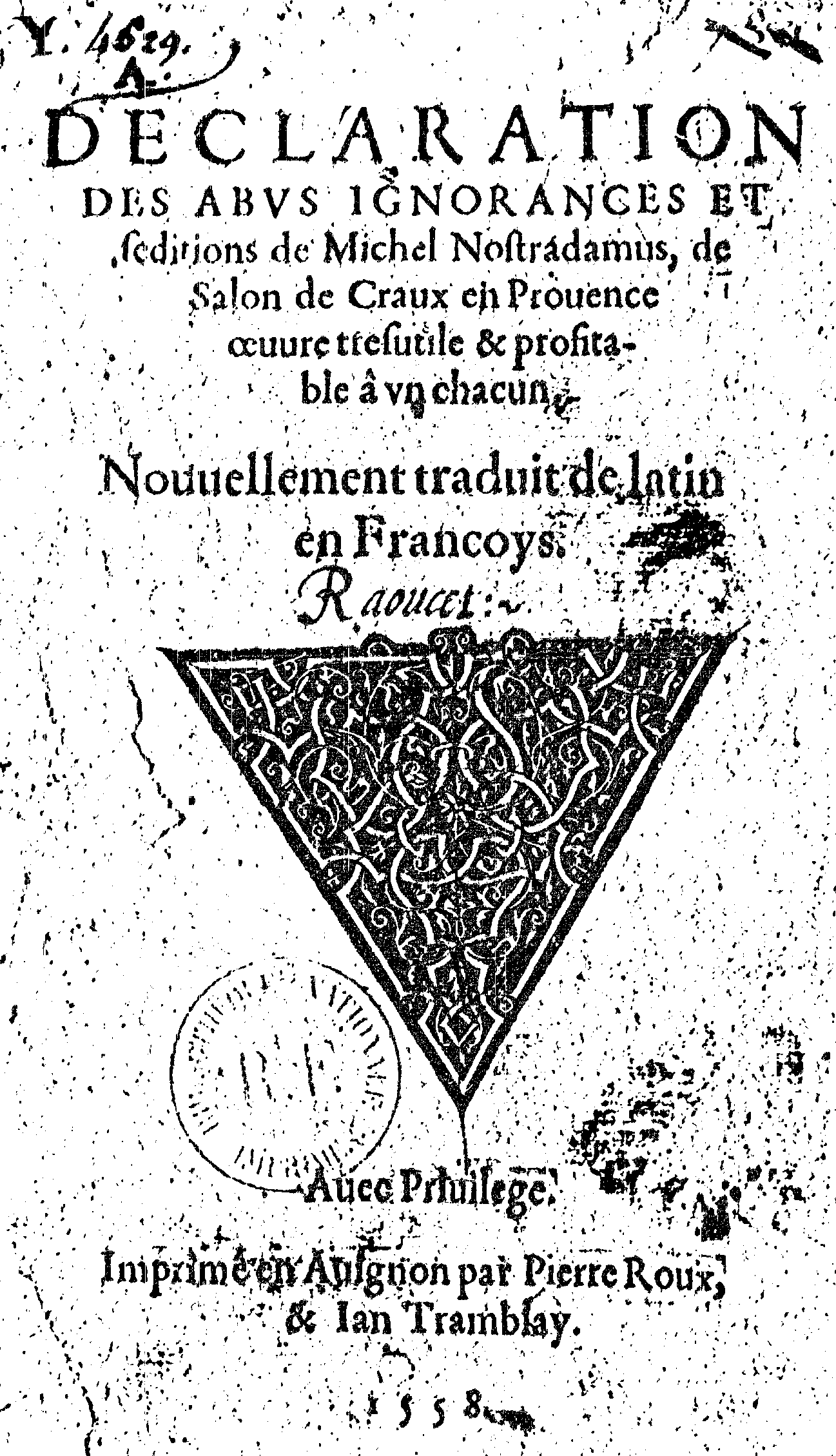
『サロン・ド・クローのミシェル・ノストラダムスの誤謬・無知・煽動の告発』

ローラン・ヴィデルは『サロン・ド・クローのミシェル・ノストラダムスの誤謬・無知・煽動の告発』を出版して、ノストラダムスを強く批判した。
この本は1558年にアヴィニョンの出版業者ピエール・ルーとジャン・トランブレが共同で出版した。奥付に記載はないが同年8月19日には印刷が完了していたとされる。原稿そのものの奥付には1557年11月20日に脱稿した旨が書かれている。ピエール・ブランダムールによれば、6000部発行されたという。
タイトルは、前年にリヨンの薬商人ピエール・ブライエ（Pierre Brailler）が出版した『医師たちの誤謬・無知の告発』を真似たものと考えられている。この本はリセット・ベナンチョ（Lisset Benancio）という人物の批判を目的としたもので、ノストラダムスとは関係がなかったようである。
ヴィデルはノストラダムスの占星術師としての能力を批判し、いくつもの星位の計算間違いを指摘している。
また、彼の著書には批判のためにノストラダムスの暦書などからいくつもの節が抜粋されているが、結果として現存しない暦書の逸文が伝存することに繋がった。今では、ノストラダムスの秘書シャヴィニーが転記していた手稿によって、暦書に含まれていた予言の多くを窺い知ることができるが、ヴィデルの逸文には、そこに含まれていないものもある。